# Forces Republicaines de Cote d'Ivoire
Le Forze Repubblicane della Costa d'Avorio (in francese Forces Republicaines de Cote d'Ivoire; "FRCI") sono le forze armate della Costa d'Avorio.

## Storia
Le forze armate ivoriane hanno le loro radici nelle forze armate coloniali dell'Africa Occidentale francese, che avevano sede a Dakar, in Senegal, ma possedevano basi in diverse distinte regioni militari. La maggior parte delle reclute ivoriane che aderirono all'esercito coloniale vennero assegnate alle unità senegalesi durante questo periodo. Essi servirono con distinzione durante entrambe le guerre mondiali, con 20.000 soldati ivoriani che combatterono per i francesi durante la prima guerra mondiale e altri 30.000 durante la seconda guerra mondiale. Nel 1950, il governo francese iniziò il processo di creazione di una specifica forza di difesa per la colonia, composta da quattro compagnie di fanteria e un'unità corazzata leggera.
La Costa d'Avorio divenne indipendente il 7 agosto 1960. Nell'aprile del 1961, il nuovo governo firmò l'Accordo tecnico franco-ivoriano di assistenza militare con la Francia, che obbligava quest'ultima ad aiutare con l'addestramento delle nuove forze armate nazionali. Esso autorizzava anche la continua presenza di truppe francesi con sede a Port-Bouët, e permetteva al governo d'invocare l'assistenza militare francese in caso di aggressione esterna o maggiori disordini interni. Alla fine del 1962, le forze armate Ivoriane alle prime armi si erano espanse rapidamente in 5.000 soldati distaccati in quattro battaglioni. La maggior parte delle reclute iniziali venne prelevata dal defunto stabilimento militare coloniale e aveva servito in varie unità francesi, in particolare i reggimenti di marina. Erano armati di vecchie attrezzature donate dalla Francia, tra cui due monoplani Max-Holste Broussard, un singolo aeromobile da carico Douglas DC-3, quindici autoblindo M8 Greyhound, e persino un cacciasommergibili SC-497. Venne istituita la coscrizione, sebbene il gran numero di volontari e i bassi requisiti di manodopera garantita vennero applicati solo in modo selettivo. Alcune delle posizioni senior nel corpo ufficiali e nel Ministero della Difesa continuarono a essere tenute dai cittadini francesi.
Poiché la Costa d'Avorio avrebbe potuto permettersi di deviare fondi dai suoi programmi di sviluppo economico nelle forze armate ed era già dipendente dalla Francia per la sua difesa esterna, lo stabilimento militare rimase abbastanza modesto dal 1961 al 1974. La spesa per la difesa aumentò vertiginosamente tra il 1974 e il 1987, e il numero di personale che serviva con le forze armate aumentò a 14.920 uomini. Durante questo periodo, l'aeronautica e la marina intrapresero una campagna di modernizzazione significativa. Un'accademia d'addestramento marittimo della marina mercantile venne costruita ad Abidjan ed il personale addestrato da diversi governi della Comunità economica degli Stati dell'Africa occidentale (ECOWAS).
Nel 1997, un collasso nelle relazioni civili-militari divenne evidente quando il presidente Henri Konan Bédié dimise il popolare generale Robert Guéï per sospetto di slealtà. Due anni dopo, un ammutinamento dell'esercito guidato da reclute contrariate ed ufficiali junior s'inasprì in un importante colpo di Stato che rovesciò Bédié e installò Guéï al suo posto. Guéï successivamente si candidò durante una successiva elezione presidenziale, sebbene avesse tentato di annullare i risultati delle elezioni quando Laurent Gbagbo si assicurò il voto popolare. Ciò innescò una rivolta civile ad Abidjan e due giorni di battaglie stradale tra i sostenitori di Gbagbo e i soldati fedeli a Guéï. La maggior parte delle forze armate rimase neutrale fino al terzo giorno, quando le unità d'élite dell'esercito e la Gendarmeria annunciarono che avrebbero riconosciuto Gbagbo come presidente della Repubblica. Guéï accettò la sconfitta, andando in esilio il 29 ottobre 2000.
Nel settembre 2002, la Costa d'Avorio affrontò un secondo ammutinamento dell'esercito, questa volta di 750 soldati musulmani che conquistarono Bouaké, citando la discriminazione religiosa e i reclami contro il governo prevalentemente cristiano. Gli ammutinati in seguito presero il controllo della maggior parte delle regioni amministrative del Nord, svolgendo una brutale campagna di pulizia etnica e immergendo il paese nella guerra civile. Per un certo numero di anni, le truppe inviate da Francia, ECOWAS e un'Operazione delle Nazioni Unite in Costa d'Avorio (UNOCI) rinforzarono una zona tampone tra il sud e il nord detenuto dai ribelli.

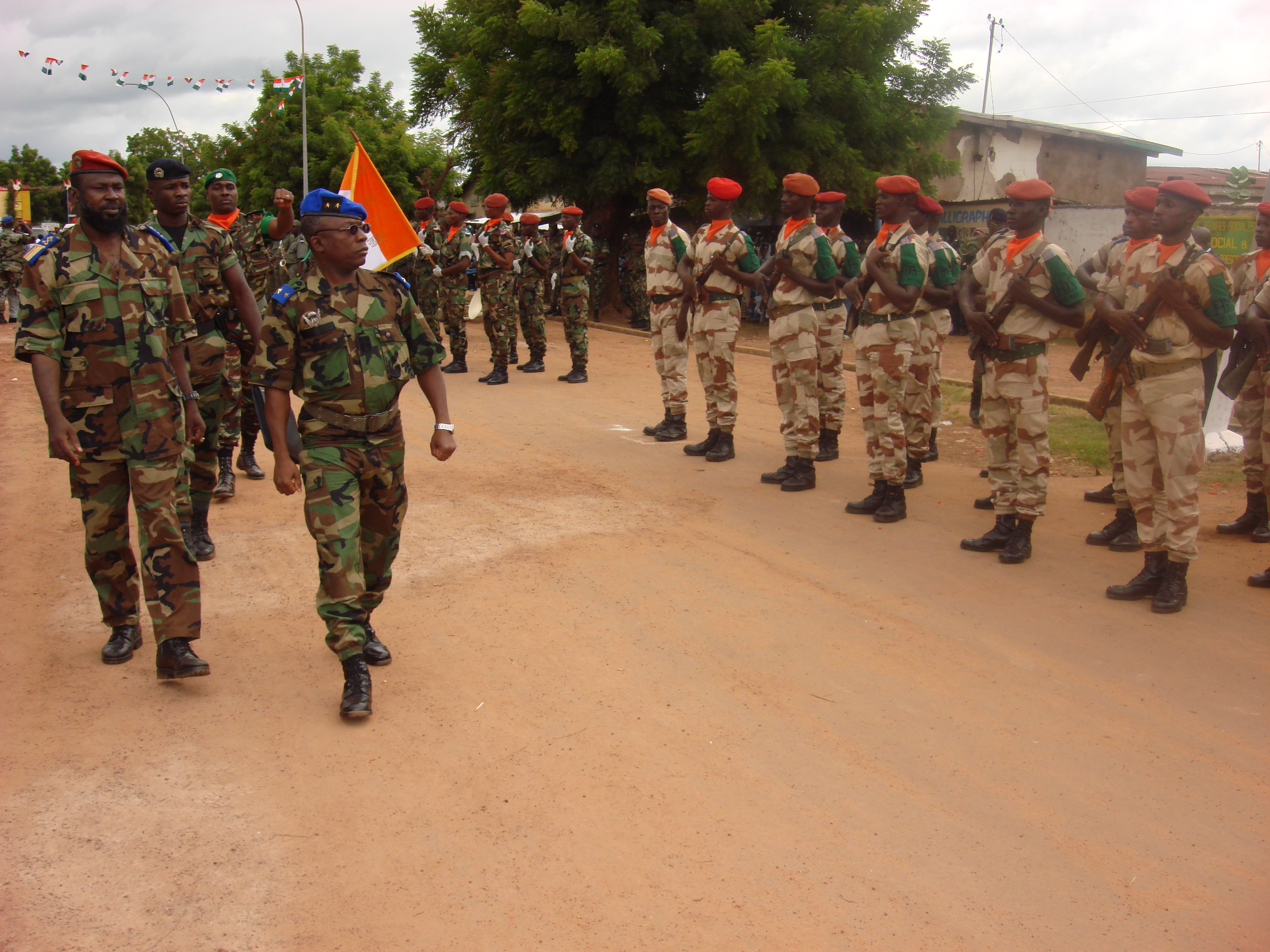
Il generale Soumaila Bakayoko, Capo di stato maggiore dell'esercito, conduce una ispezione delle sue truppe a Odienné

Il presidente Gbagbo chiese ripetutamente alla Francia di assisterlo nello schiacciamento delle forze ribelli. La Francia mantenne che non avrebbe preso parte nella guerra civile, ma permise agli aeromobili militari ivoriani di attraversare la zona tampone ed attaccare le posizioni ribelli. Nel novembre 2004, un pilota ivoriano bersagliò una base francese durante un attacco aereo su Bouaké, uccidendo nove soldati francesi. I francesi reagirono lanciando un'operazione successiva per distruggere l'aeronautica ivoriana.
Nel marzo 2011, una coalizione ribelle, le Forces Nouvelles de Côte d'Ivoire, lanciò una rinnovata offensiva a sud con il sostegno francese, scatenando una seconda guerra civile. L'esercito ivoriano venne rapidamente sopraffatto, e Gbagbo deposto dai ribelli. Le Forces Nouvelles stabilirono nuove forze armate nazionali, conosciute come Forze Repubblicane della Costa d'Avorio (FRCI).
Persistono problemi di integrazione derivanti dall'incorporazione di varie fazioni ribelli nelle FRCI, così come gli ex lealisti di Gbagbo. Nel 2014, alcune unità dell'esercito lanciarono un ammutinamento fallito sulle controversie salariali. La crisi si concluse quando la leadership politica ivoriana concordò un nuovo accordo finanziario con le FRCI. Un secondo ammutinamento si verificò il 7 gennaio 2017, con le truppe a Bouaké che chiedevano salari più alti e migliori condizioni di vita; ciò portò ad un secondo accordo finanziario.

## Esercito

### Organizzazione
L'esercito aveva tre battaglioni di fanteria e un battaglione del Genio nel 1979, così come uno squadrone di carri armati leggeri, una compagnia di ricognizione, e una batteria di artiglieria. A quel tempo l'esercito attivo era costituito da 4.450 uomini. L'esercito a quel tempo utilizzava carri armati leggeri AMX-13, autoblindo AML-90 e AML-60, obici francesi da 105 mm e mortai con un calibro da 81 mm e da 120 mm. Nel 1993 aveva tre battaglioni di fanteria, un battaglione corazzato, una batteria di artiglieria e sette compagnie specializzate. La forza effettiva dell'esercito era di circa 3.000 soldati per i primi dieci anni dell'indipendenza ivoriana, aumentando a oltre 8.000 a metà degli anni '80 prima di diminuire costantemente a circa 5.500. È sempre rimasta l'arma più grande delle forze armate.
Nel 1987 la Costa d'Avorio era divisa in cinque regioni militari, ognuna comandata da un colonnello. La 1ª Regione Militare controllava la concentrazione di forze dentro ed intorno Abidjan, le sue principali unità erano un battaglione d'intervento rapido (aviotrasportato), un battaglione di fanteria, un battaglione corazzato, e un battaglione d'artiglieria di difesa aerea. La 2ª Regione Militare si trovava a Daloa e comprendeva un battaglione di fanteria. La 3ª Regione Militare aveva sede a Bouaké ed era sede di un battaglione di artiglieria, uno di fanteria ed uno del Genio. La 4ª Regione Militare manteneva solo una Compagnia di Difesa Territoriale con sede a Korhogo. La 5ª Regione Militare era precedentemente conosciuta come Zona Operativa Occidentale, un comando temporaneo creato per rispondere alla minaccia alla sicurezza causata dalla prima guerra civile liberiana.
Entro il 2010, il sistema delle regioni militari era stato abolito.
A luglio 2011, il generale Soumaïla Bakayoko è il capo di stato maggiore dell'esercito e il colonnello maggiore Gervais Kouakou Kouassi è il capo della gendarmeria.
A partire da ottobre 2011, le unità precedentemente attive intorno ad Abidjan, secondo quanto riferito, includevano:
- 1º Battaglione fanteria – (1er Bataillon d'infanterie des forces armées terrestres ivoiriennes), ad Akouédo (nuovo accampamento)
- Battaglione corazzato – (Battaillon Blinde), ad Akouédo (nuovo accampamento). Secondo quanto riferito, il nuovo accampamento di Akouédo era stato quasi completamente distrutto. Akouédo sembra trovarsi a 5' 21 7 N, 3' 26 30 O.
- 1º Battaglione commando paracadutisti – 1er Bataillon des Commandos Parachutistes (1er BCP), vecchio accampamento ad Akouedo, sulla strada per il villaggio di Ébrié.

Il 2º Battaglione fanteria sembra aver avuto sede a Daloa per un po' di tempo. Un cambio di comando del 2003 ha inaugurato il 16º comandante dell'unità, e ci sono anche rapporti del 2009 e del 2011.
Le unità delle forze speciali riportate includono:
- Group des Forces Speciales (GFS)
- Fusiliers Commandos d Air (FUSCOA)
- Détachement d' Intervention Rapide
- Fusiliers Marins Commandos (FUMACO/ commando di marina)

### Equipaggiamento attuale dell'Esercito
L'esercito ivoriano è stato tradizionalmente dotato di armi francesi, la maggior parte delle quali sono state consegnate negli anni '80 grazie a generose sovvenzioni militari da Parigi. Durante l'amministrazione di Laurent Ghagbo, vennero acquistate grandi quantità di armi sovietiche di seconda mano da Angola, Ucraina e Bielorussia.

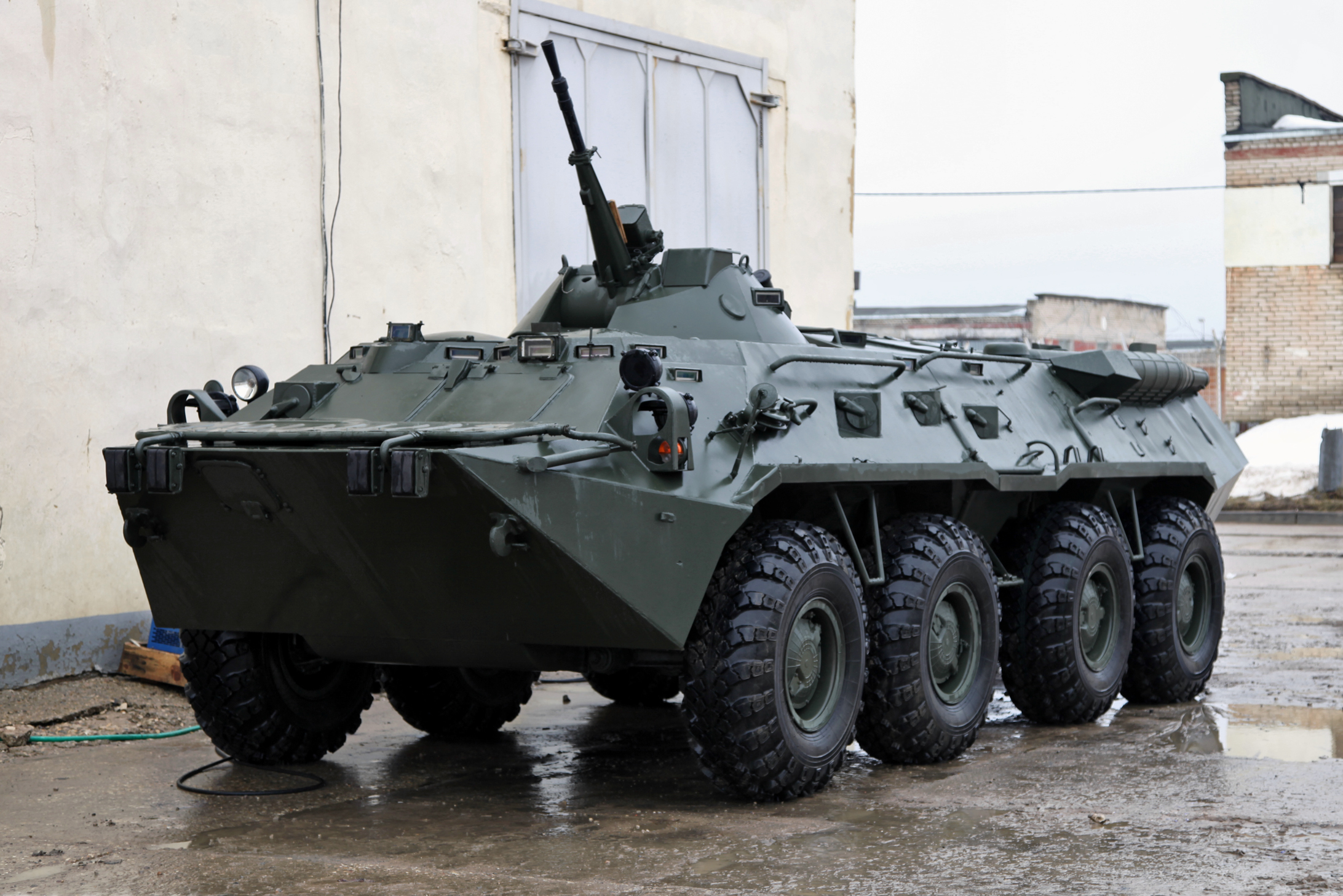
Un BTR-80 simile a questo viene utilizzato dalla Costa d'Avorio

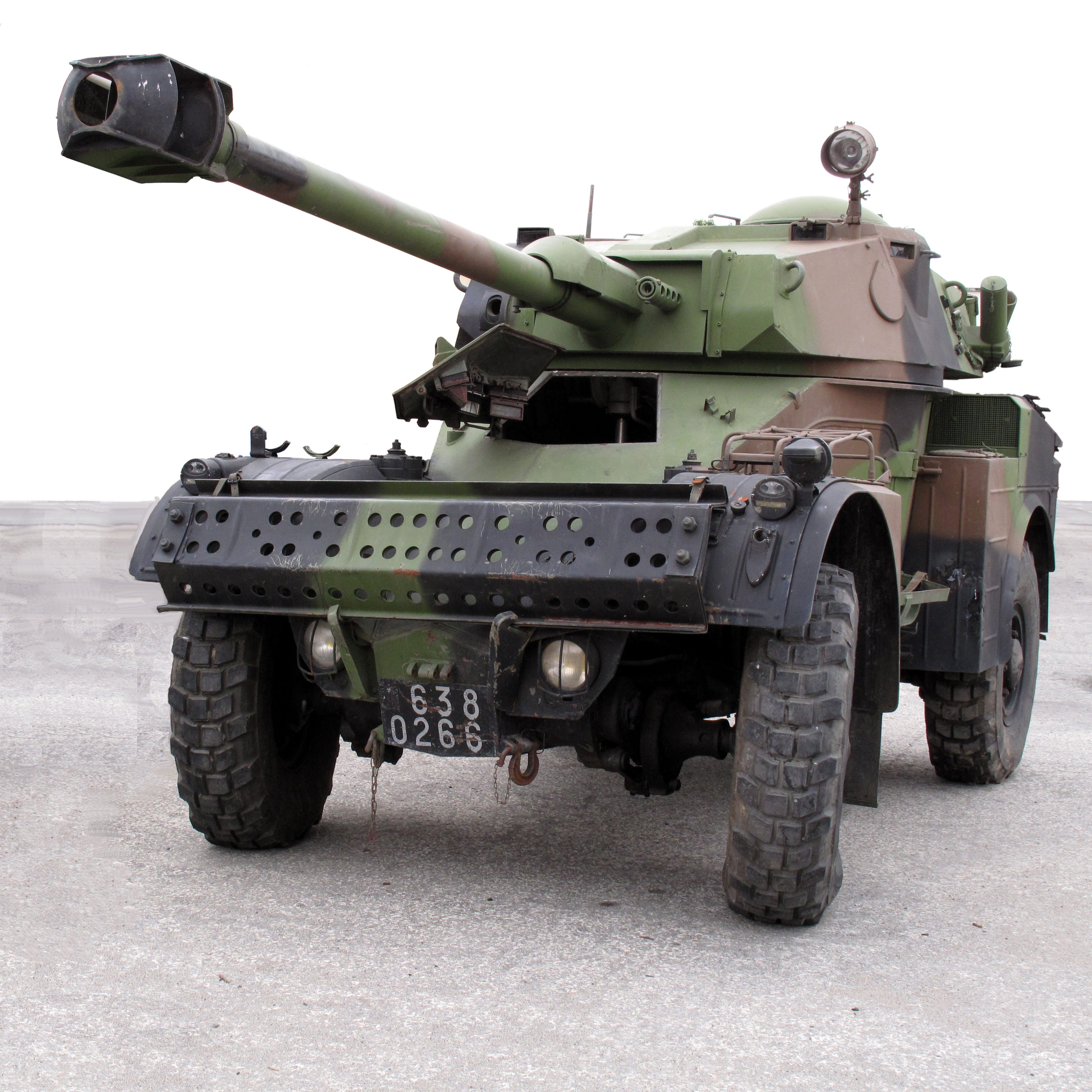
Un Panhard AML-90

| Nome                       | Origine          | Tipo                                    | In servizio     | Note                      |                 |                 |
| Mezzi corazzati            | Mezzi corazzati  | Mezzi corazzati                         | Mezzi corazzati | Mezzi corazzati           | Mezzi corazzati | Mezzi corazzati |
| -------------------------- | ---------------- | --------------------------------------- | --------------- | ------------------------- | --------------- | --------------- |
| T-55                       | Unione Sovietica | Carro armato da combattimento           | 10              | alcuni donati dall'Angola |                 |                 |
| AMX-13                     | Francia          | Carro armato leggero                    | 5               |                           |                 |                 |
| BMP-2                      | Unione Sovietica | Veicolo da combattimento della fanteria | 3               |                           |                 |                 |
| BMP-1                      | Unione Sovietica | Veicolo trasporto truppe                | 13              |                           |                 |                 |
| BTR-80                     | Unione Sovietica | Veicolo trasporto truppe                | 5               |                           |                 |                 |
| Véhicule de l'Avant Blindé | Francia          | Veicolo trasporto truppe                | 12              |                           |                 |                 |
| Panhard M3                 | Francia          | Veicolo trasporto truppe                | 16              |                           |                 |                 |
| Mamba                      | Sudafrica        | MRAP                                    | 10              |                           |                 |                 |
| RG-31 Nyala                | Sudafrica        | MRAP                                    | 2               |                           |                 |                 |
| BRDM-2                     | Unione Sovietica | Autoblindo                              | 13              |                           |                 |                 |
| Panhard AML                | Francia          | Autoblindo                              | 20              |                           |                 |                 |
| Eland Mk7                  | Sudafrica        | Autoblindo                              |                 |                           |                 |                 |
| ERC 90 Sagaie              | Francia          | Autoblindo                              | 7               |                           |                 |                 |
| BRDM Cayman                | Bielorussia      | Autoblindo                              | 8               |                           |                 |                 |
| Artiglieria                |                  |                                         |                 |                           |                 |                 |
| M1950/M101                 | Stati Uniti      | Obice                                   | 4               |                           |                 |                 |
| 120-PM-43                  | Unione Sovietica | Mortaio                                 | 3               |                           |                 |                 |
| BM-21 Grad                 | Unione Sovietica | MLRS                                    | 6               |                           |                 |                 |
| Bofors L/60                | Svezia           | Contraerea                              | 4               |                           |                 |                 |
| 23 mm ZU-23                | Unione Sovietica | Contraerea                              | 10              |                           |                 |                 |

## Aeronautica

Coccarda della Costa d'Avorio

Dopo aver raggiunto l'indipendenza dalla Francia nel 1960, la Costa d'Avorio mantenne forti legami con la Francia, attraverso accordi bilaterali di difesa. L'addestramento e le tecniche operative francesi vennero utilizzate fin dalla costituzione dell'aeronautica. Il primo equipaggiamento fornito comprendeva tre Douglas C-47 e sette aerei utility MH.1521 Broussard STOL nel 1961. I primi aerei a reazione ad entrare in servizio nel mese di ottobre 1980 furono sei velivoli da addestramento avanzato ed attacco leggero Alpha Jet CI; altri sei vennero ordinati, ma vennero successivamente annullati. Tuttavia, un altro venne acquistato nel 1983.
Nel 1979 la forza aerea aveva solo aerei da trasporto e di collegamento. Nel 1987, il Library of Congress Country Study ha detto che il nome ufficiale dell'Aeronautica, Gruppo di Collegamento e Trasporto Aereo ivoriano (Groupement Aérien de Transport et de Liaison - GATL), 'riflette una missione originale maggiormente incentrata sulla logistica e trasporti, piuttosto che una forza di combattimento.'
Nel 2004, a seguito degli attacchi aerei sui peacekeepers francesi da parte delle forze ivoriane, i militari francesi distrussero tutti gli aerei nell'Aeronautica della Costa d'Avorio. Gbagbo aveva ordinato attacchi aerei contro i ribelli ivoriani. Il 6 novembre 2004, almeno un bombardiere Sukhoi Su-25 ivoriano attaccò una posizione di mantenimento della pace francese nella città ribelle di Bouaké all'1   di sera, uccidendo nove soldati francesi e ferendone 31. Anche un addetto allo sviluppo americano, riferito essere un missionario, venne ucciso. Il governo ivoriano sostenne che l'attacco contro i francesi era stato involontario, ma i francesi insistettero che l'attacco era stato intenzionale.
Diverse ore dopo l'attacco, il presidente francese Jacques Chirac ordinò la distruzione della forza aerea ivoriana e ila conquista dell'aeroporto di Yamoussoukro. L'esercito francese effettuò un attacco via terra sull'aeroporto, distruggendo due aerei da attacco al suolo Sukhoi Su-25 e tre elicotteri da combattimento Mi-24. Altri due elicotteri militari vennero distrutti durante il combattimento nei cieli sopra Abidjan. La Francia poi sbarcò 300 uomini e mise tre caccia a reazione Dassault Mirage F1, di base nel vicino Gabon, in standby.
Da allora, l'Aeronautica della Costa d'Avorio è stata ricostruita. Nel 2007, Aviation Week & Space Technology ha riportato un totale di sei aeromobili in servizio: un trasporto tattico Antonov An-32, un aereo utility Cessna 421 Golden Eagle, due elicotteri Eurocopter SA 365 Dauphin, un aereo VIP Gulfstream IV ed un elicottero d'attacco Mil Mi-24. Non è noto se qualcuno di questi velivoli sia veramente operativo. Inoltre, Deagel.com ha riferito due aerei d'attacco Mikoyan-Gurevich MiG-23

### Aerei

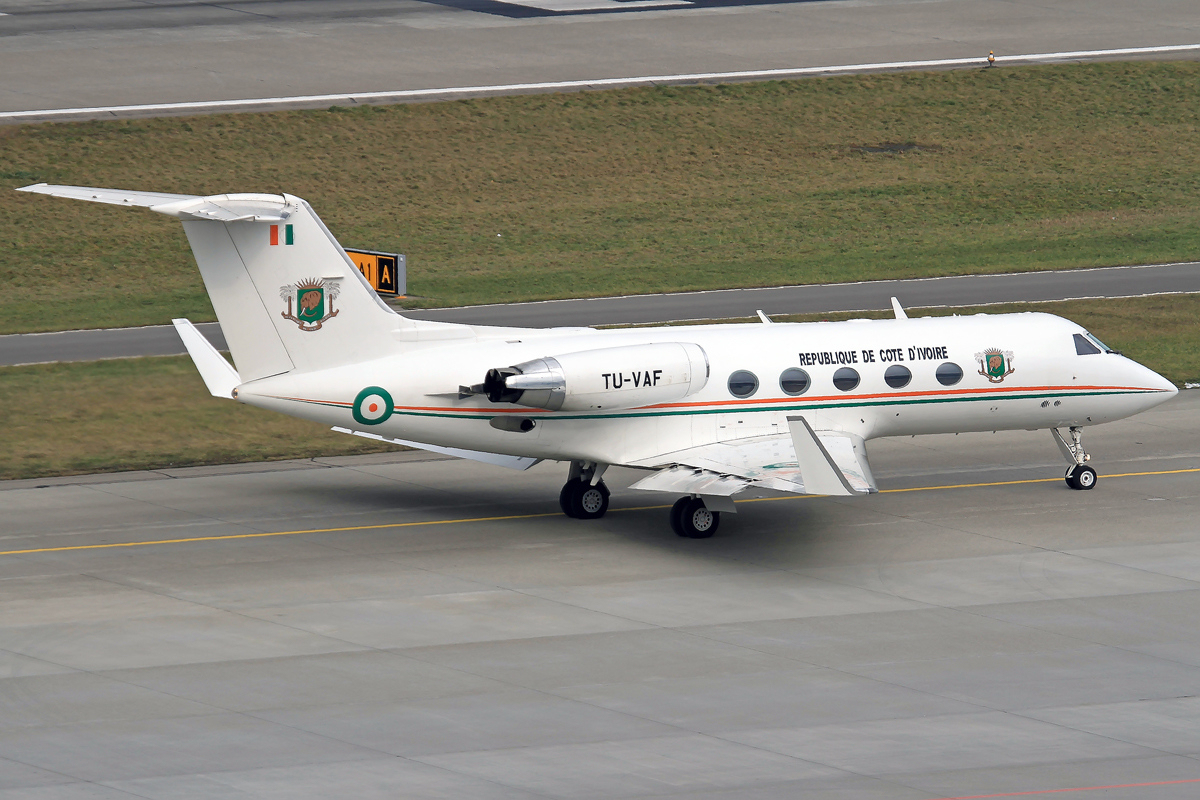
Un Gulfstream G-IV della Costa d'Avorio

| Aereo                | Origine     | Tipo          | Variante  | In servizio | Note                |           |
| Trasporti            | Trasporti   | Trasporti     | Trasporti | Trasporti   | Trasporti           | Trasporti |
| -------------------- | ----------- | ------------- | --------- | ----------- | ------------------- | --------- |
| Boeing 727           | Stati Uniti | Trasporto VIP |           | 1           | Acquistato nel 2011 |           |
| CASA C-295           | Spagna      | trasporto     |           | 1           |                     |           |
| Gulfstream IV        | Stati Uniti | Trasporto VIP |           | 1           |                     |           |
| Antonov An-26        | Ucraina     | trasporto     |           | 2           | [ 31 ]              |           |
| Beechcraft 1900      | Stati Uniti | trasporto     | 1900D     | 6           |                     |           |
| Elicotteri           |             |               |           |             |                     |           |
| Mil Mi-24            | Russia      | attacco       | Mi-24/35  | 1           |                     |           |
| AgustaWestland AW139 | Italia      | trasporto VIP |           | 1           |                     |           |

## Marina
La Costa d'Avorio ha una flottiglia fluviale la cui missione è di sorveglianza costiera e la sicurezza per le 340 miglia di costa della nazione. La capacità operativa della marina è stata gravemente ridotta a causa della diversione di risorse all'esercito e all'aeronautica durante le guerre civili e rimane incapace di condurre operazioni al di fuori delle vicinanze di Abidjan.

### La flotta
Le prime navi vennero ottenute di seconda mano:
| Nome nave                               | Origine | Costruttore              | Tipo        | In servizio          | Note |
| --------------------------------------- | ------- | ------------------------ | ----------- | -------------------- | --- |
| Patience (ex-Ch700, ex-Ch71, ex-SC1337) | USA     | Thomas Knutson, Halesite | Motovedetta | 1943–1961; 1961-1972 | Ex-Marina statunitense ('42), Ex-Francia ('61) cacciasommergibili da 110 ft (1943-1961), trasferito alla Costa d'Avorio nel 1961 ed ora ritirato |
| Persévérance (ex-P759 VC9)              | Francia | CMN Cherbourg            | Motovedetta | 1963-1979            | Ex-Marina francese, lancia a motore VC1 costruita nel 1958 e ora ritirata.                                                                       |

Alla fine degli anni '70 vennero acquistate nuove navi:
| Nome nave    | Origine | Costrutture                | Tipo                                            | In servizio | Note                           |
| ------------ | ------- | -------------------------- | ----------------------------------------------- | ----------- | ------------------------------ |
| Le Valeureux | Francia | SFCN Villeneuve-la-Garenne | Lanciamissili ad attacco rapido Vigilant PR-48  | 1976-2000   | Scartata e destino sconosciuto |
| Le Vigilant  | Francia | SFCN Villeneuve-la-Garenne | Lanciamissili ad attacco rapido Vigiliant PR-49 | 1968-1995   | Relitto demolito               |
| L'ardent     | Francia |                            | Motovedetta grande Patra                        | 1978-?      |                                |
| L'intrepide  | Francia |                            | Motovedetta grande Patra                        | 1978-?      |                                |
| Elephant     | Francia | DCN Brest                  | Nave da sbarco corazzata Batral-E Type LSM      | 1977-?      |                                |

A partire dal 2014 alla marina militare venne consegnata la prima di tre navi da difesa costiera.
Nel 2018 venne riferito che la marina stava acquistando più navi dal costruttore francese Raidco Marine (30 gommoni e 10 motovedette), ma per l'uso da parte della polizia e della gendarmeria.

## Forze internazionali
Un accordo di mutua difesa siglato con la Francia nel mese di aprile 1961 forniva lo stazionamento di truppe delle forze armate francesi in Costa d'Avorio. Il 43º Battaglione di Fanteria di Marina delle Troupes de Marine dell'esercito francese (43e bataillon d'infanterie de marine) aveva sede a Port Bouet adiacente all'aeroporto di Abidjan dal 1979 ed ebbe più di 500 soldati assegnati fino al 2011, quando sembra essere stato sciolto. L'esercito francese sostiene anche una forza come parte dell'Operazione Licorne.
Dall'estate 2011, Operazione Licorne, la forza francese, in precedenza forte di oltre 5.000 uomini, è di circa 700 uomini, e consiste nel quartier generale di Licorne, del Battaglione Licorne (BATLIC), apparentemente composto di elementi del 2º Reggimento Fanteria di Marina e del Régiment d'Infanterie-chars de marine, e da un elicottero distaccato.
Le Nazioni Unite hanno mantenuto la missione di pace ONUCI nel paese dal 2004. Il 28 febbraio 2011 l'ONUCI consisteva di 7.568 soldati, 177 osservatori militari, e numerosi civili internazionali e di polizia; la missione aveva ricevuto rinforzi d'elicottero e di fanteria dall'UNMIL durante lo stallo a partire dalla fine delle elezioni del 2010 che erano state vinte da Alassane Ouattara.

## Gendarmeria nazionale
Dall'indipendenza, la Costa d'Avorio ha mantenuto una forza di gendarmeria paramilitare con il mandato di assistere la polizia con compiti di applicazione della legge nei distretti rurali del paese. Tuttavia, può anche essere schierata a fianco dell'esercito per sedare disordini interni. Per un certo numero di decenni, la dimensione della Gendarmeria Nazionale Ivoriana è rimasta costante a circa 4.000 a 5.000 persone, sotto la supervisione di un comandante. Ha subito una massiccia espansione in seguito allo scoppio della prima guerra civile ivoriana, arrivando a circa 12.000 uomini comandati da un maggiore generale. I gendarmi si addestrano come allievi presso l'Accademia Nazionale della Gendarmeria.
La Gendarmeria Nazionale mantiene un ramo investigativo, le Brigades de Recherches, che è stato accusato di varie violazioni dei diritti umani, tra cui esecuzioni extragiudiziali e detenzioni illegali.

### Ulteriori letture
- Costa d'Avorio - Informazione di sicurezza. URL consultato il 26 settembre 2017 (archiviato dall'url originale il 7 aprile 2008).
- 'Old Rivalries stall Côte d'Ivoire army merger,' Jane's Defence Weekly, 12 November 2008, p. 23
- Arthur Boutellis, The Security Sector in Côte d'Ivoire: A Source of Conflict and a Key to Peace, International Peace Institute, Policy Papers –maggio 26, 2011
- Aline Leboeuf, "La réforme du secteur de sécurité à l'ivoirienne", marzo 2016 (francese), accessibile in  La réforme du secteur de sécurité à l'ivoirienne.
- Raphaël Outtara, Cote d'Ivoire, in Alan Bryden, Boubacar N'Diaye and ‘Funmi Olonisakin (Eds.), Challenges of Security Sector Governance in West Africa, Geneva Centre for the Democratic Control of Armed Forces/Lit Verlag, giugno 2008, pp 75–92
- Raphaël Outtara, Cote d'Ivoire, in Alan Bryden, Boubacar N'Diaye, Security Sector Governance in Francophone West Africa: Realities and Opportunities, DCAF/Lit Verlag, 2011.
- Savannah de Tessieres, Reforming the Ranks: Public Security in a Divided Cote d'Ivoire, in Small Arms Survey 2011: States of Security, Small Arms Survey/Graduate Institute of International and Development Studies Ginevra, Cambridge University Press, 2011
- Cooper, Tom & Weinert, Peter, African MiGs: Volume I: Angola to Ivory Coast, Harpia Publishing LLC, 2010, ISBN 978-0-9825539-5-4.